# Wade Bell
Charles Wade Bell (Ogden, 3 gennaio 1945 – Eugene, 4 luglio 2024) è stato un mezzofondista statunitense.

## Biografia
Nel 1967 vinse la gara degli 800 metri ai Giochi panamericani. Quell'anno ottenne il suo primato personale sugli 800 metri col tempo di 1'45"0 che fu anche la miglior prestazione mondiale stagionale. L'anno seguente partecipò alle Olimpiadi di Città del Messico sulla stessa distanza, ma fu sorprendentemente eliminato al primo turno.
Raccolse el suo palmarès un titolo nazionale NCAA (1967) e due titoli AAU (1967 e 1968).

## Palmarès
| Anno | Manifestazione      | Sede     | Evento | Risultato | Prestazione | Note |
| ---- | ------------------- | -------- | ------ | --------- | ----------- | ---- |
| 1967 | Giochi panamericani | Winnipeg | 800 m  | Oro       | 1'49"20     |      |